# Флорист (ботаник)
Флори́ст, или Флоро́граф — в ботанике: учёный, занимающийся флористикой — описанием и изучением флоры, совокупностей растений земного шара в целом и его частей.
Историки ботаники выделяют несколько школ флористов в России:
- школа флористов-систематиков К. Ф. Ледебура, или дерптская (А. Бунге, К. Мейер, К. Максимович, Ф. Шмидт и другие);
- школа флористов-систематиков Н. И. Кузнецова, или юрьевская;
- школа флористов-альгологов В. М. Арнольди, или харьковская;
- школа флористов-систематиков споровых растений А. А. Еленкина;
- школа флористов-систематиков П. Н. Крылова, или томская;
- школа флористов-систематиков В. Л. Комарова.

## Значительный вклад во флористику внесли
- Альбов, Николай Михайлович (1866—1898) — флора Закавказья, Абхазии
- Брокман-Ерош, Мария Шарлотта — флора Альп
- Бунге, Александр Андреевич (1803—1890) — флора Алтая, Монголии, Китая, Персии
- Вульф, Евгений Владимирович (1885—1941) — флора Крыма
- Гегетшвейлер, Иоганн (1789—1839) — флора Швейцарии
- Гребнер, Петер (1871—1933) — очерки развития флор
- Грей, Эйса (1810—1888) — флора Северной Америки
- Гризебах, Август (1814—1879) — флора Балканского полуострова и северо-западной части Малой Азии
- Гроссгейм, Александр Альфонсович (1888—1948) — флора Кавказа
- Гуд, Роналд (1896—1992) — флористическое районирование
- Даль, Эйлиф (1916—1993) — флора Северной Европы
- Камелин, Рудольф Владимирович (родился в 1938 году) — история формирования флор
- Кауфман, Николай Николаевич (1834—1870) — флора Московской губернии
- Клоков Михаил Васильевич (1896—1981) — флора СССР
- Крылов, Порфирий Никитич (1850—1931) — флора Алтая, Томской губернии, Западной Сибири
- Липский, Владимир Ипполитович (1863—1937) — флора Бессарабии, Закавказья, Предкавказья, Средней Азии
- Литвинов, Дмитрий Иванович (1854—1929) — флора европейской части России, Кавказа, Средней Азии, Сибири, Маньчжурии
- Маевский, Пётр Феликсович (1851—1892) — флора Средней России
- Парлаторе, Филиппо (1816—1877) — флора Италии
- Попов, Михаил Григорьевич (1893—1955) — флора Средней Сибири
- Станков, Сергей Сергеевич (1892—1962) — флора европейской части СССР
- Сырейщиков, Дмитрий Петрович (1868—1932) — флора Московской губернии
- Хитрово, Владимир Николаевич (1878—1949) — флора европейской части России, Урала, Западной Сибири
- Цвелёв, Николай Николаевич (родился в 1925 году) — флора России

|                                                                                              |  |  |
| Знаменитые учёные-флористы: Эйса Грей, Порфирий Никитич Крылов, Владимир Ипполитович Липский |  |  |